# Evangeliar von Martwili

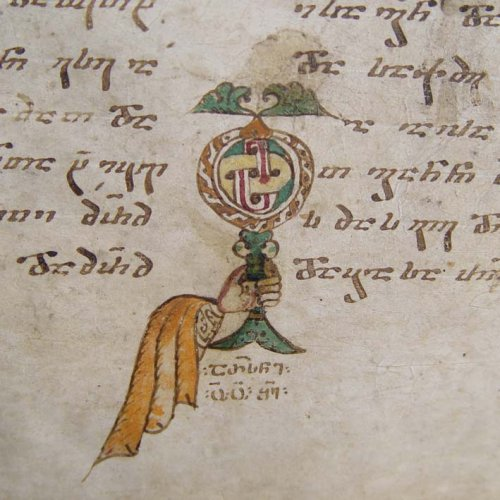
Eine Initiale aus dem Evangeliar

Das Evangeliar von Martvili (georgisch მარტვილის ოთხთავი oder მარტვილის სახარება) ist ein georgisches Manuskript aus dem 11. Jahrhundert. Es ist ein liturgisches Buch und enthält den Text der Evangelien des Neuen Testaments. Es wurde von den beiden georgischen Kalligraphen Ioane Meswete und Arssen Eschisdse im Kloster Martwili geschrieben. Das Buch wurde von Ioane Pardschaniani in Auftrag gegeben.
Der Text ist mit brauner, die Titel und wichtigsten Teile aber mit roter Tinte geschrieben. Für den Text wurde die georgische Schrift Nuschuri, für die Titel und Initiale aber die Kapitalschrift Assomtawruli benutzt. Das Manuskript ist mit ornamentalen Initialen und zwei Miniaturen der Evangelisten Matthäus und Markus geschmückt. 
Das Evangeliar ist auf Pergament geschrieben. Das Manuskript enthält 186 Blätter der Größe 23 cm × 19 cm. Heute wird das Evangeliar von Martwili im Georgischen Nationalen Handschriftenzentrum unter der Signatur S-391 aufbewahrt.